# 킨베르크역
킨베르크역(세계의 정원)(U-Bahnhof Kienberg (Gärten der Welt))은 베를린 마르찬헬러스도르프구 헬러스도르프에 있는 U5의 역이다. 1989년 7월 1일에 개통했다. 현재의 역명은 2017년 국제정원박람회(Internationale Gartenausstellung 2017)를 준비하는 과정에서 2016년 12월에 변경되었다.

## 시설
이 역은 헬러스도르퍼 슈트라세 동쪽에 있으며, 북쪽으로는 노이에 그로트카우어 슈트라세(Neuen Grottkauer Straße), 남쪽으로는 에리히케스트너슈트라세(Erich-Kästner-Straße) 방면으로 출구가 개설되어 있다. 절개지 상에 역이 지어졌기 때문에 도로변보다 높이가 낮은 곳에 위치해 있다. 섬식 승강장이 설치되어 있으며, 역의 주 색상은 회색이다. 남부 출입구에는 승강장으로 진입할 수 있는 경사로가 있으며, 국제정원박람회 준비 과정에서 엘리베이터가 설치되어 2016년 12월부터 운영을 시작했다.
역 북부 출입구 근처에 국제정원박람회장으로 이어지는 케이블카 종착역이 있다.

## 역사
E선의 회노 방면 연장 구간이 개통된 1989년 7월 1일부터 영업을 시작했다. 건설 계획은 독일국영철도 계획측량부(Entwurfs- und Vermessungsbetrieb) 마그데부르크 지사에서 수행했다. 계획 당시 역명은 카울스도르프노르트오스트(Kaulsdorf-Nordost)역이었으나, 개통을 앞두고 하인츠호프만슈트라세(Heinz-Hoffmann-Straße)역(Hm)으로 개칭되었다. 역 이름과 도로명은 동독의 국방부 장관 하인츠 호프만 대장에서 따 왔다. 그는 동독 국경부대를 지휘할 책임이 있었고, 공화국탈주자를 향한 발포 명령(Schießbefehl)을 지시하기도 했다.
통일 이후 베를린 내각에서는 1991년에 하인츠호프만슈트라세를 "민주주의에 능동적으로 반대하고 스탈린주의, 동독 정권 및 비법적 공산주의 정권의 길을 연 자"의 이름을 딴 거리로 지정하여, 동쪽에 있었던 그로트카우어 슈트라세(Grottkauer Straße)의 연장선으로 취급했다. 이 조치에 따라서 1991년 10월 2일 그로트카우어 슈트라세역으로 개칭되었다. 그로트카우는 폴란드의 도시 그로트쿠프(Grodków)의 독일어식 이름이다. 그러나 도로 통합으로 인하여 번지수가 변경된 주민들의 반대가 있었고, 1992년에 별도의 도로로 취급받아서 하인츠호프만슈트라세가 노이에 그로트카우어 슈트라세(Neue Grottkauer Straße)로 개명되었다. 그 결과 역명과 도로명이 일치하지 않게 되었고, 1996년 9월 29일 그로트카우어 슈트라세역에서 노이에 그로트카우어 슈트라세역으로 개명되었다.
2017년 국제정원박람회를 준비하면서 2017년 4월 11일까지 개보수공사가 진행되었고 이 과정에서 엘리베이터 설치, 천장 재건축, 조명 시설 보수가 진행되었다. 2016년 12월 9일부터 노이에 그로트카우어 슈트라세역이 킨베르크(세계의 정원)역(Kienberg – Gärten der Welt)으로 개칭되었다. 역 개보수공사 예산은 약 660만 유로였다. 이 중 330만 유로는 BENE 지원금이 투입되었고, 접근성 개선 공사 비용 중 50만 유로는 베를린 주정부, 나머지 비용은 BVG에서 충당했다. 실제 투입된 비용은 약 750만 유로였다.

## 인접 철도역
베를린 버스 197, N5번과 환승할 수 있다.
| 베를린 지하철 5호선            | 베를린 지하철 5호선 | 베를린 지하철 5호선       |
| ------------------------------ | ------------------- | ------------------------- |
| 카울스도르프노르트 중앙역 방면 | U5                  | 코트부서 플라츠 회노 방면 |

## 참고 문헌
- Verkehrsgeschichtliche Blätter e. V., 편집. (2003). 《U5. Geschichte(n) aus dem Untergrund. Zwischen „Alex“ und Hönow》. Berlin: Verlag GVE. ISBN 3-89218-079-2.